# Ponte Arche
Ponte Arche è la frazione capoluogo del comune di Comano Terme, nella provincia di Trento. Sorge sulle rive destra e sinistra del torrente Duina (destra del fiume Sarca) e in parte, col nome di Terme di Comano, in riva sinistra nel comune di Stenico.

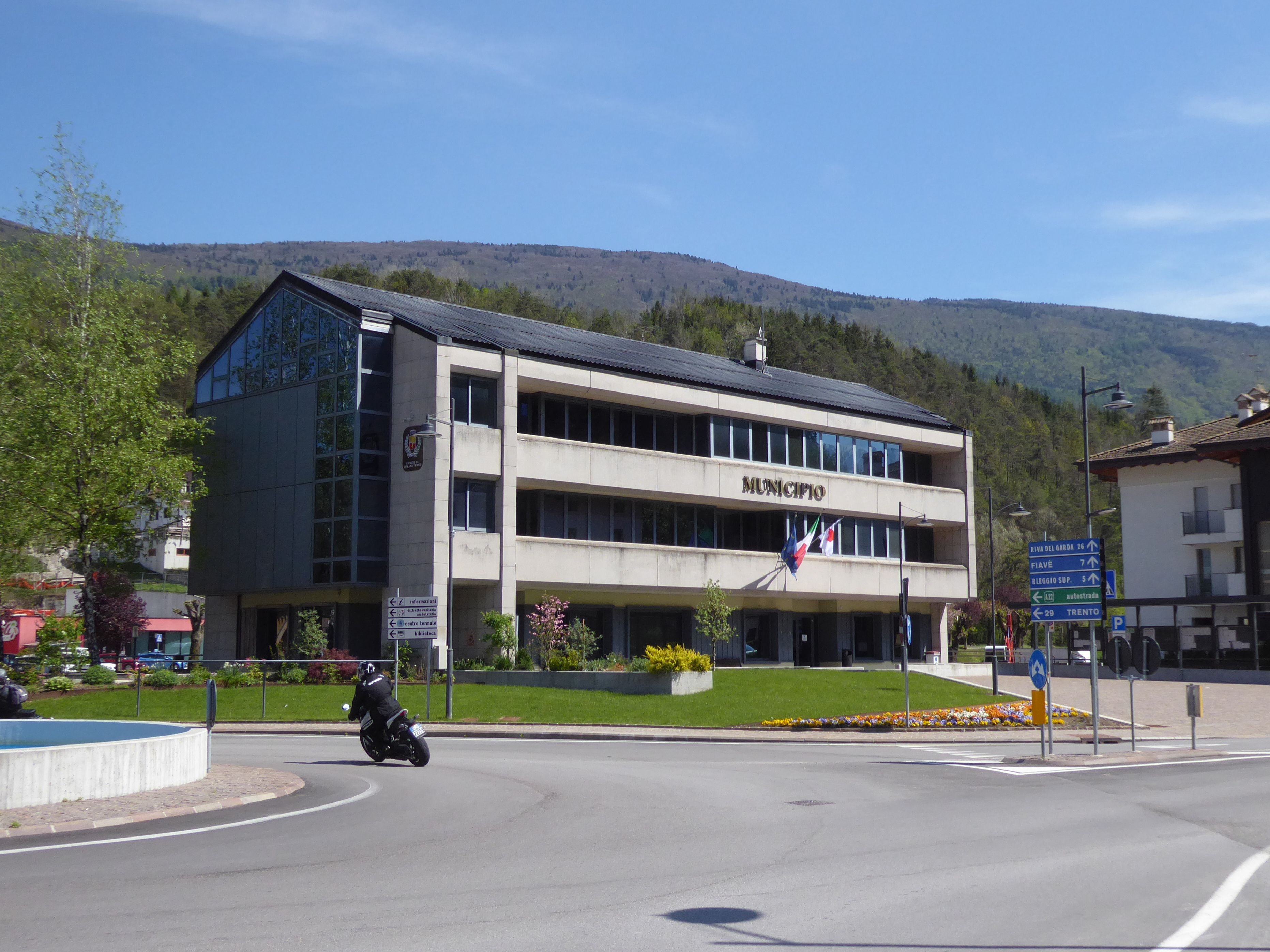
Municipio

Fino a tutto il 2009 faceva parte dei comuni di Bleggio Inferiore (di cui era capoluogo) e Lomaso, che hanno successivamente dato vita alla fusione in Comano Terme.
Il paese conta circa 450 censiti; nonostante le modeste dimensioni assume ruolo di relativa importanza in quanto situato al centro della valle creata dagli altopiani del Lomaso, del Bleggio e del Banale.
Qui si trovano le forze dell'ordine, biblioteca intercomunale e vari negozi. Inoltre sono presenti le Scuole Medie per tutte le Giudicarie Esteriori.

## Origine del nome
Il nome deriva dal ponte sul fiume Sarca che serviva per raggiungere l'abitato di Stenico, storico capoluogo delle intere Valli Giudicarie.

## Origini
La sua origine risale con l'apertura della strada delle Giudicarie costruita alla fine dell'Ottocento per il collegamento diretto tra Trento e le Valli Giudicarie, che ancor oggi attraversa Ponte Arche.
Il suo sviluppo deriva dalla posizione centrale rispetto ai comuni delle Giudicarie Esteriori e, nell'ultimo decennio del Novecento, dallo sviluppo dato dalla vicinanza con le Terme di Comano e il suo grande parco, situato in sponda sinistra del fiume Sarca sul territorio del comune di Stenico.